# 포항시·영일군·울릉군 (1963년 선거구)
포항시·영일시·울릉군은 대한민국의 옛 국회의원 선거구이다. 당시 경상북도 포항시, 영일군, 울릉군 지역을 관할했다.

## 역사
제6대 국회의원 선거를 앞두고 포항시 선거구, 영일군 갑 선거구, 영일군 을 선거구, 울릉군 선거구가 통합되면서 신설되었다.
제8대 국회의원 선거를 앞두고 포항시·울릉군 선거구와 영일군 선거구로 분리되면서 폐지되었다.

## 역대 국회의원
| 선거   | 정당 | 정당       | 의원   |
| ------ | ---- | ---------- | ------ |
| 1963년 |      | 민주공화당 | 김장섭 |
| 1967년 |      | 민주공화당 | 김장섭 |

## 역대 선거 결과

### 대한민국 제6대 국회의원 선거
|  | 49.05% |

|  | 26.36% |

|  | 13.74% |

|  | 5.92% |

|  | 2.53% |

|  | 2.37% |

### 대한민국 제7대 국회의원 선거
|  | 43.86% |

|  | 36.18% |

|  | 18.70% |

|  | 1.24% |